# Pompeii (album)
Pompeii je šesté studiové album velšské hudebnice Cate Le Bon, vydané v únoru 2022 společností Mexican Summer. Produkovala jej Cate Le Bon spolu se Samurem Khoujou. Práce na albu zahájila na počátku pandemie covidu-19 v domě hudebníka Gruffa Rhyse v Cardiffu. Části byly později nahrány i na jiných místech. Albu se dostalo pozitivního přijetí od kritiky. Bylo nominováno na Welsh Music Prize. Umístilo se v žebříčcích nejlepších alb roku mnoha časopisů a serverů, včetně Mojo (21 z 50), Pitchfork (20 z 50) a Uncut (13). V Britské albové hitparádě se umístilo na 70. příčce, v americké Billboard 200 dosáhlo 31. místa.

## Seznam skladeb
Autorkou všech písní je Cate Le Bon.
| Pořadí         | Název              | Délka |
| -------------- | ------------------ | ----- |
| 1.             | Dirt on the Bed    | 4:28  |
| 2.             | Moderation         | 4:04  |
| 3.             | French Boys        | 5:14  |
| 4.             | Pompeii            | 4:35  |
| 5.             | Harbour            | 4:08  |
| 6.             | Running Away       | 5:43  |
| 7.             | Cry Me Old Trouble | 5:04  |
| 8.             | Remembering Me     | 4:34  |
| 9.             | Wheel              | 5:28  |
| Celková délka: | Celková délka:     | 43:18 |

## Obsazení

### Hudebníco
- Cate Le Bon – zpěv, kytara, baskytara, syntezátory, klavír, perkuse
- Euan Hinshelwood – saxofon
- Stella Mozgawa – bicí
- Stephen Black – saxofon, klarinet

### Technická podpora
- Cate Le Bon – produkce
- Samur Khouja – produkce, mixing, nahrávání
- H. Hawkline – koprodukce, design, fotografie
- Heba Kadry – mastering
- Simon Berckelman – nahrávání
- Chloe Dadd – asistence nahrávání
- Casey Raymond – fotografie